# Piotr Tomański
Piotr Paweł Tomański (ur. 25 czerwca 1969 w Przemyślu) – polski polityk, samorządowiec i przedsiębiorca, poseł na Sejm VI i VII kadencji.

## Życiorys
Ukończył studia licencjackie w Wyższej Szkole Prawa i Administracji w Przemyślu. Magisterium z ekonomii uzyskał na Uniwersytecie Rzeszowskim. W latach 1991–2002 prowadził własną działalność gospodarczą. Od 1998 do 2002 był radnym gminy Żurawica. W 2002 i 2006 wygrywał wybory bezpośrednie na stanowisko wójta tej gminy, pełniąc tę funkcję do 2007. W latach 2000–2007 działał w Ochotniczej Straży Pożarnej, był przewodniczącym wojewódzkiej komisji rewizyjnej OSP w Rzeszowie. W 2016 ponownie założył działalność gospodarczą.
W 2000 został członkiem Sojuszu Lewicy Demokratycznej, z którego wystąpił w 2007. W wyborach parlamentarnych w tym samym roku uzyskał mandat poselski z ramienia Platformy Obywatelskiej. Kandydując w okręgu krośnieńskim, otrzymał 11 578 głosów. W wyborach w 2011 z powodzeniem ubiegał się o reelekcję, dostał 9621 głosów. W wyborach do Parlamentu Europejskiego w 2014 startował z listy PO w okręgu nr 9 w Rzeszowie i nie uzyskał mandatu eurodeputowanego, zdobywając 5435 głosów. W 2015 nie uzyskał poselskiej reelekcji. W 2018 został natomiast wybrany na radnego sejmiku podkarpackiego.

## Odznaczenia
- Brązowy Krzyż Zasługi (2004)[6]
- Srebrna Odznaka „Zasłużony dla Ochrony Przeciwpożarowej” (2011)[7]